# Saddle Mountain (Wyoming)
Der Saddle Mountain ist ein Berg im östlichen Teil des Yellowstone-Nationalparks im US-Bundesstaates Wyoming. Sein Gipfel hat eine Höhe von 3252 m (nach anderen Angaben 3168 m). Er befindet sich nordöstlich von Castor- und Pollux Peak und ist Teil der Absaroka-Bergkette in den Rocky Mountains.
Knapp drei Kilometer westlich befindet sich der Little Saddle Mountain mit einer Höhe von 3113 m und den Koordindaten 44° 42′ N, 110° 1′ W

## Belege
1. ↑  Saddle Mountain information - topozone.com. Abgerufen am 18. Dezember 2020.
2. ↑  Saddle Mountain - Peakbagger.com. Abgerufen am 18. Dezember 2020.